# 田中千秋
田中 千秋（たなか ちあき？）は江戸時代後期の佐渡奉行所地役人。佐渡田中家12代。

## 経歴
文化12年（1815年）保科家の次男として生まれ、田中葵園の養子となった。文政12年（1829年）学問所見習、天保元年（1830年）金蔵役・学問所並役助、次いで学問所並役。天保11年（1840年）2人扶持。天保12年（1841年）沢根番所役。
弘化3年（1846年）養父が死去し、後職を継いだ。遺言状では、もし浪人になっても他国に出ず、真光寺・国分寺等に身を寄せながら再仕官を目指し、無理だった場合は医者になることを提案されている。
安政元年（1854年）8月30日40歳で死去した。法名は空谷院定誉秋水紹斎居士。

## 親族
- 養父：田中葵園
- 養母：かつ（酒匂多左衛門娘）[6]
  - 義弟：藤木実斎[3]
  - 義弟：田中千齢[3]
  - 義妹：繁子（志津[7]、植野祐之助妻、天保9年（1838年） - 安政6年（1859年）[8]）